# Бульково-Кольонія
Бульково-Кольонія (пол. Bulkowo-Kolonia) — село в Польщі, у гміні Бульково Плоцького повіту Мазовецького воєводства.
Населення — 584 особи (2011).
У 1975-1998 роках село належало до Плоцького воєводства.

## Демографія
Демографічна структура станом на 31 березня 2011 року:
|          | Загалом | Допрацездатний вік | Працездатний вік | Постпрацездатний вік |
| -------- | ------- | ------------------ | ---------------- | -------------------- |
| Чоловіки | 284     | 62                 | 204              | 18                   |
| Жінки    | 300     | 78                 | 184              | 38                   |
| Разом    | 584     | 140                | 388              | 56                   |